# Karl Klaus von der Decken
Karl Klaus von der Decken, född 8 augusti 1833 i Kotzen, Provinsen Brandenburg, död 2 oktober 1865, var en preussisk upptäcktsresande.
Decken företog 1860-1863 tre resor i Östafrika, trängde 1862 fram till Kilimanjaro, som han tillsammans med Otto Kersten besteg till 4200 meters höjd. 1865 for han med två ångbåtar uppför floden Juba för att utforska dess lopp och det inre av Somalilandet men blev tillsammans med tre av sina följeslagare mördad i Bardera. Resultaten av Deckens resor utgavs av Otto Kersten under titeln Baron C. C. von der Deckens Reisen im Ost-Afrika (6 band, 1869-79).